# AP (rappeur)
Pour les articles homonymes, voir AP.

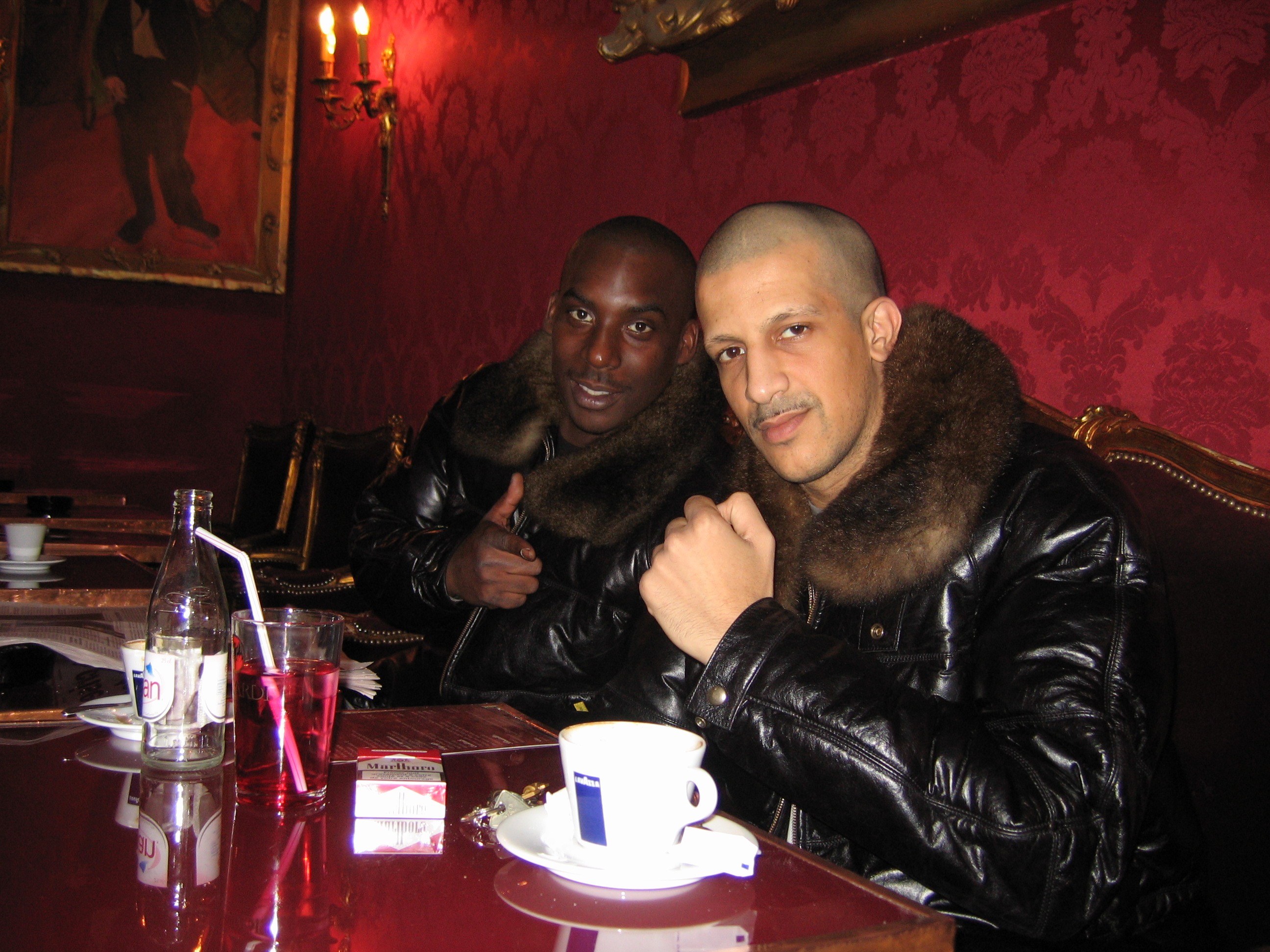
AP (à gauche) et Rim'K (à droite), du groupe 113, le 23 novembre 2005 à Paris.

AP du 113 ou simplement AP, de son vrai nom Yohann Duport, est un rappeur français né à Créteil le 9 avril 1978. Il grandit à Vitry-sur-Seine. Il est l’un des membres du collectif Mafia K'1 Fry, qui regroupe des artistes originaires du Val-de-Marne. 
Il est aussi un des fondateurs du groupe 113, un groupe important du rap français, qui rencontre un certain succès, notamment grâce à leur album Les Princes de la Ville, acclamé par la critique et les amateurs de rap francophone, qui obtient deux victoires de la musique. Kery James et Youssoupha considèrent cet album comme le seul album de rap français qui a créé un style francophone différent de celui en vogue aux États-Unis.
Il poursuit ensuite sa carrière musicale, notamment aux côtés de Rim'K.

## Biographie

### Jeunesse
Yohann Duport naît à Créteil, le 9 avril 1978. Sa famille est originaire de Guadeloupe[source insuffisante],. Il grandit à Vitry-sur-Seine, dans la cité Camille Groult, où il côtoie Rim'K, qui habite dans le même bloc d'habitation que lui,. Il rencontre aussi Mokobé à cette époque, et les trois sont des amis dès leur enfance. Il étudie au lycée Camille Claudel de Vitry-sur-Seine avec Mokobé, Teddy Corona du groupe Ideal J ou encore Papou et Selim du 9.4, deux rappeurs de la Mafia K'1 Fry. Comme les deux autres membres du groupe, il échoue aux épreuves du baccalauréat.

### Rap
En 1994, aux côtés de Rim'K et de Mokobé, ses deux amis d'enfance, il fonde le 113,,,. Il est considéré comme étant le membre du groupe le plus discret. Le 113 et AP participent à la Mafia K'1 Fry à partir de sa création dans les années 1990. Après des premiers morceaux, le 113 publie son premier EP, Ni barreaux, ni barrières, ni frontières en 1998,.  
En 1999, le 113 publie son premier album, Les Princes de la ville, qui remporte deux victoires de la musique et un disque de platine, et qui se range rapidement au rang d'un classique du rap français,,,,.  AP n'échappe pas à ce succès, et sera plus tard considéré comme un « pilier du rap » français,,,. 
En 2002, le 113 publie son deuxième album, le 113 fout la merde. En 2003, avec la Mafia K'1 Fry, il publie l'album La Cerise sur le ghetto, où figure le titre Pour ceux, reconnu comme l'un des morceaux fondateurs de l'âge d'or du rap français,,. Il y tient un couplet,.
En 2005, le 113 poursuit avec son troisième album, 113 Degrés, AP y participe avec son groupe. En 2009, il publie son premier album solo, Discret, qui se range à la 22e place dans les classements français et reste classé sept semaines. En 2010, le 113 présente son dernier album, Universel. AP et le groupe 113 reviennent à Vitry-sur-Seine en 2010 pour distribuer des cadeaux de Noël à 250 enfants de la ville.
Après le dernier album du 113, AP accompagne Rim'K et participe à des morceaux communs avec lui. Il poursuit sa carrière solo et publie des morceaux et des projets seul.

## Discographie

### Albums studio
- 2009 : Discret

### Mixtapes
- 2021 : La Laverie Vol. 1
- 2025 : La Laverie Vol. 2